# Episodi di Goodyear Television Playhouse (sesta stagione)
La sesta stagione della serie televisiva Goodyear Television Playhouse è stata trasmessa in anteprima negli Stati Uniti d'America dalla NBC tra il 23 settembre 1956 e il 29 settembre 1957.
| nº | Titolo originale          | Titolo italiano | Prima TV USA      | Prima TV Italia |
| -- | ------------------------- | --------------- | ----------------- | --------------- |
| 1  | Maestro                   |                 | 23 settembre 1956 |                 |
| 2  | Missouri Legend           |                 | 7 ottobre 1956    |                 |
| 3  | All Summer Long           |                 | 28 ottobre 1956   |                 |
| 4  | Stardust II               |                 | 11 novembre 1956  |                 |
| 5  | A Murder Is Announced     |                 | 30 dicembre 1956  |                 |
| 6  | Nobody's Town             |                 | 27 gennaio 1957   |                 |
| 7  | The Princess Back Home    |                 | 24 febbraio 1957  |                 |
| 8  | First Love                |                 | 24 marzo 1957     |                 |
| 9  | The Gene Austin Story     |                 | 21 aprile 1957    |                 |
| 10 | A Will to Live            |                 | 12 maggio 1957    |                 |
| 11 | The Treasure Hunters      |                 | 26 maggio 1957    |                 |
| 12 | Your Every Wish           |                 | 16 giugno 1957    |                 |
| 13 | The Legacy                |                 | 30 giugno 1957    |                 |
| 14 | Backwoods Cinderella      |                 | 14 luglio 1957    |                 |
| 15 | Rumblin' Galleries        |                 | 28 luglio 1957    |                 |
| 16 | Weekend in Vermont        |                 | 4 agosto 1957     |                 |
| 17 | The Dark Side of the Moon |                 | 18 agosto 1957    |                 |
| 18 | The House                 |                 | 8 settembre 1957  |                 |
| 19 | The Best Wine             |                 | 29 settembre 1957 |                 |